# Richard Hunt
Richard Hunt (New York, 17 augustus 1951 – aldaar, 7 januari 1992) was een Amerikaans poppenspeler en televisieregisseur die voornamelijk bekend is van zijn werk met Jim Hensons Muppets. Hij speelde onder meer Scooter, Beaker, Janice, Statler en Sweetums van The Muppet Show; Vergeetachtige Jan en een vroege versie van Elmo uit Sesamstraat; en Junior Griezel en Soof uit Fraggle Rock.

## Carrière
Hunt begon zijn loopbaan als poppenspeler op zijn negentiende. Als oudste zoon in een arm gezin van vijf kinderen vond hij het zijn taak om zorg te dragen voor zijn moeder, broer en zussen. Aangezien er geen geld was voor een opleiding, besloot hij de gok te wagen en belde naar Muppets Inc. met de vraag of ze een extra poppenspeler konden gebruiken. Toevalligerwijs werden er op die dag audities gehouden en Hunt werd uitgenodigd om meteen langs te komen. Dit deed hij en Jim Henson en zijn werknemers waren zo enthousiast dat hij per direct aan het werk kon.
In eerste instantie vervulde hij kleine rollen in producties als The Great Santa Claus Switch (1970) en The Frog Prince (1971), maar niet veel later begon het grotere werk: in 1972 ging Hunt fulltime aan de slag voor Sesame Street en van 1976 tot en met 1981 was hij een van de hoofdspelers in de wereldwijde hitserie The Muppet Show. In de tweede helft van de jaren tachtig, ten tijde van het laatste seizoen van Fraggle Rock, begon hij met regisseurswerk.
Net als veel van zijn familieleden was Hunt ook actief als acteur. Zo speelde hij onder andere in de komische film Trading Places, naast komiek Dan Aykroyd en collega-poppenspeler Frank Oz. Aykroyd en de Muppet-spelers waren oude bekenden: ze hadden samengewerkt tijdens het eerste seizoen van Saturday Night Live.

### Samenwerking met Jerry Nelson
Toen Hunt werd aangenomen bij Muppets Inc. waren Jim Henson, Frank Oz en Jerry Nelson de belangrijkste poppenspelers van het bedrijf. Aangezien Henson en Oz als duo perfect op elkaar ingespeeld waren, lag het voor de hand dat Nelson de jonge Richard Hunt onder zijn hoede nam. De twee vormden in de jaren die volgden dan ook geregeld poppenduo's. Voorbeelden zijn de gitariste Janice (gespeeld door Hunt) en haar vriend, de bassist Floyd Pepper (een personage van Nelson), en het Tweekoppige Monster. Ook als er in een sketch een duet gezongen moest worden, werden beide heren veelal tezamen ingeschakeld als spelers van de zingende poppen. Ze beschikten namelijk allebei over een zuivere zangstem.

### Muppet captain
Waar zijn collega's stuk voor stuk verlegen, introverte mensen waren, stond Richard Hunt bekend als een buitengewoon extravert persoon met onuitputtelijke energie. Hij schepte er groot genoegen in om bezoekers rond te leiden en de beroemdheden die meewerkten aan bijvoorbeeld The Muppet Show te begeleiden en op hun gemak te stellen. Vanwege zijn sociale vaardigheden werd Hunt benoemd tot 'Muppet captain': degene die onder andere workshops gaf, audities afnam en nieuwe collega's inwerkte.

## Overlijden
Richard Hunt raakte zijn partner kwijt aan hiv, een destijds nog tamelijk onbekend virus. Ook Hunt zelf begon steeds meer kenmerken van hiv te vertonen. Tot in de jaren negentig bleef hij werkzaam voor Henson, totdat zijn lichaam uitgeput raakte. Niet veel later overleed hij in 1992 aan aids-gerelateerde complicaties.
Na zijn dood hield een deel van zijn personages – zoals Vergeetachtige Jan en Don Music – op te bestaan, alhoewel hun oude sketches nog wel met regelmaat te zien zijn in nieuwe afleveringen van Sesamstraat. Andere rollen – bijvoorbeeld Beaker, Statler en Sweetums – werden overgenomen door collega's als Jerry Nelson en Steve Whitmire. De laatstgenoemde had eveneens de rol van Kermit overgenomen van Muppet-bedenker Henson, die anderhalf jaar eerder was overleden. The Muppet Christmas Carol uit 1992 werd opgedragen aan Jim Henson en Richard Hunt.
Hunt werd veertig jaar. Zijn as werd gedeeltelijk uitgestrooid in Closter, New Jersey, bij het huis dat hij had gekocht voor zijn familie. In 2007 werd de resterende as uitgestrooid in een van de kanalen van Venetië.